# Morgonbladet (Helsingfors)
Morgonbladet (efterföljare till  Helsingfors Morgonblad) var en svenskspråkig (finlandssvensk) dagstidning för politik, ekonomi och litteratur, som gavs ut i Helsingfors i Finland. Den 2 januari 1845 utkom det första numret av tidningen, och den kom därefter ut två gånger i veckan, måndagar och torsdagar.   
Tidningen utkom från starten utan avbrott fram till 1855, då censuren tvingade den att lägga ned sin verksamhet. Det dröjde ända fram till 1871 innan Morgonbladet återuppstod, denna gång utkom den utan avbrott tills den lades ned för gott 1884. 
Morgonbladet var en ivrig förkämpe för den fennomanska riktningen, och ställde sig kritiskt till den svenskspråkiga kulturen i Finland. Morgonbladet var i religiöst avseende luthersk-ortodoxt, i politiskt strängt konservativt. Bland medarbetarna märks bland annat Johan Vilhelm Snellman.

## Förläggare
- Frenckell & Son, 1845 – 1855[3].
- A. Hagman, E. A. Forssell, 1871 – 1885[4].

## Ett axplock chefredaktörer
- Fredrik Berndtson, 1845 – 1849.
- August Schauman, 1853 – 1855[5].